# Barkas V901/2
De Barkas V901/2 is een lichte bedrijfswagen die in de jaren 1954-1961 is geproduceerd bij VEB Barkas-Werke Karl-Marx-Stadt (tot 1956: Framo in Hainichen). Vanwege zijn oorsprong wordt het model ook wel Framo V901/2 genoemd en was destijds als kleinste vrachtauto uit de DDR-autoproductie onder de Phänomen Granit gepositioneerd. 

## Geschiedenis

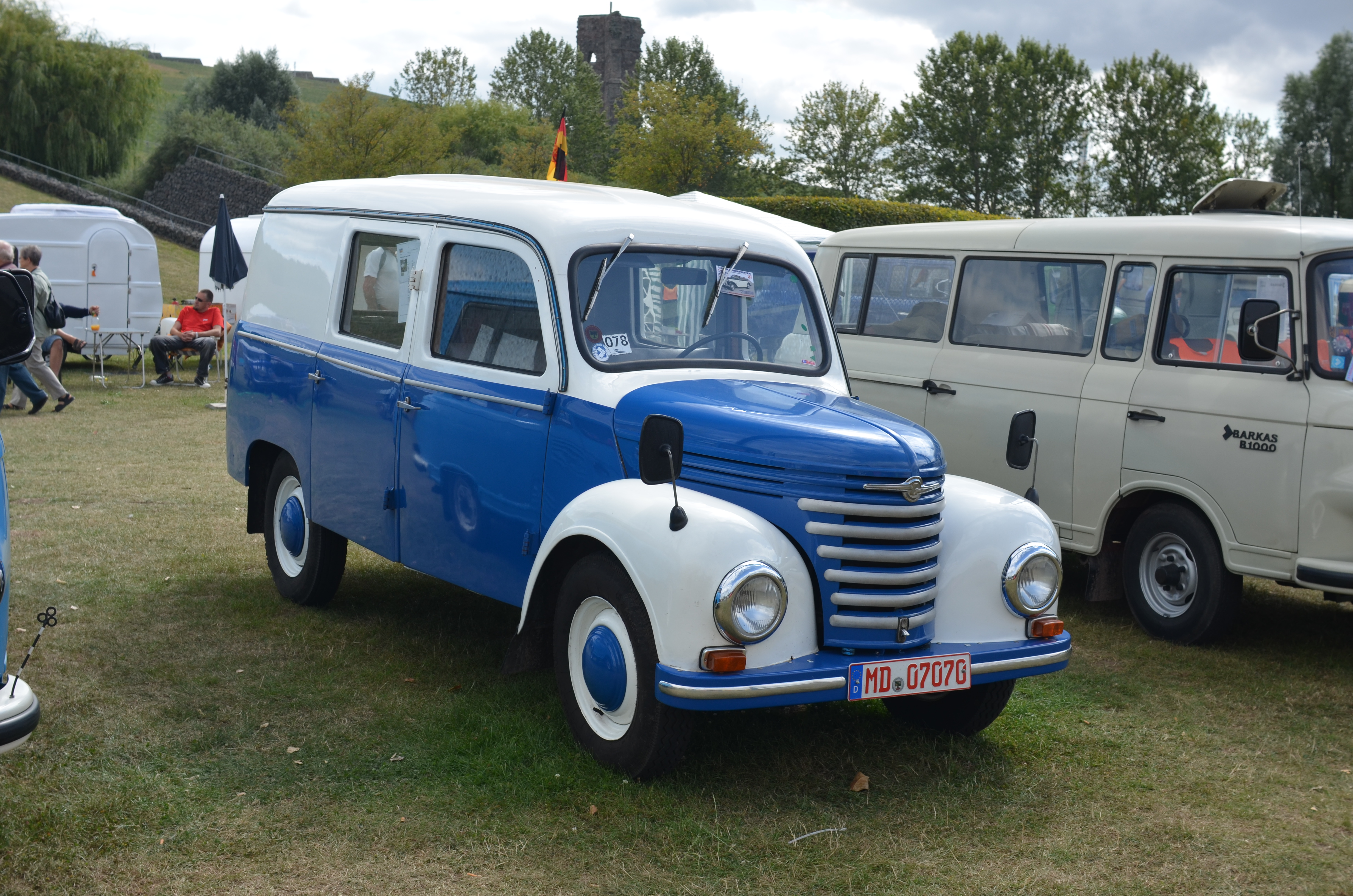
V901/2 combi, daarnaast een Barkas B1000.

Met behoud van de techniek werd de Framo V901 in 1954 tot het uiterlijk nieuw ontworpen type V901/2 doorontwikkeld. De bestuurderscabine werd aanzienlijk vergroot en het ontwerp werd aangepast aan de tijdgeest van begin jaren vijftig. De kleine vrachtwagen was net als zijn voorganger verkrijgbaar met verschillende opbouwvarianten, de meest voorkomende was de pick-up. Er verschenen ook speciale varianten voor politie, post en handelsorganisaties, die deels werden gemaakt in de carrosseriefabrieken in Halle en Döbeln. Een gesloten bakwagen werd gemaakt door Karosseriewerk Baalberge. De topsnelheid was, afhankelijk van de overbrenging en opbouw, 75-82 km/u. 

### Doorontwikkeling en naamswijziging
De naamgeving van de verschillende doorontwikkelingsvarianten was bij de V901/2 niet consequent. In 1956 volgde een V901/3 met een wielbasis verlengd tot 3,3 meter. Deze werd echter slechts korte tijd geproduceerd. In plaats daarvan werd de productie van het type V901/2-Z voortgezet, die met 2,8 meter of optioneel 3,1 meter ook een langere wielbasis had dan de eerste modellen. Er werden nog een aantal verbeteringen aangebracht: het motorvermogen steeg van 18 naar 21 kW (24 respectievelijk 28 pk) en de remmen waren versterkt. De combi-, minibus- en ambulancecarrosserieën werden voorzien van een verwarming. De Z, die staat voor Zwischentyp (tussentype), geeft aan dat het oorspronkelijk niet de bedoeling was om het model tot 1961 te blijven produceren. 
In 1957 werd de fabriek omgedoopt tot VEB Barkas-Werke en een jaar later tot VEB Barkas-Werke Karl-Marx-Stadt. Dienovereenkomstig veranderde de naam van de auto in Barkas V901, waarbij de aanduiding V901/2 al snel ingeburgerd raakte. In 1958 werd de tankinhoud vergroot van 32 naar 42 liter. 

### Productie, export en gebruik

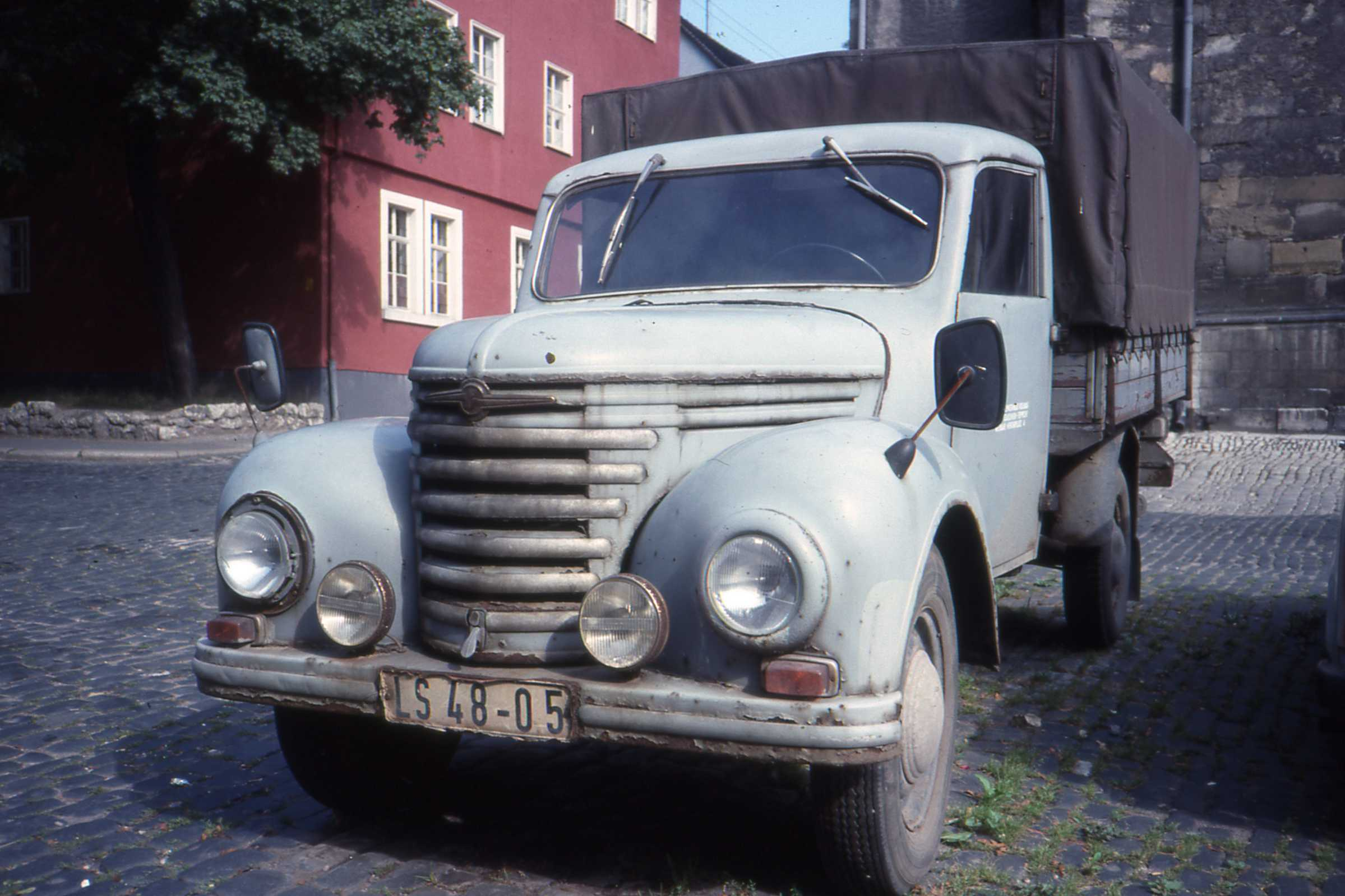
V901/2 in Erfurt, augustus 1989.

De jaarlijkse productieaantallen bereikten zelfs in de jaren zestig niet het vooroorlogse niveau van 5750 exemplaren. In totaal zijn er 25.604 stuks van de 901/2 geproduceerd. Als gevolg hiervan konden noch de binnenlandse behoefte, noch de exportmogelijkheden worden gedekt, zelfs niet bij benadering. De V901/2 werd geëxporteerd naar Nederland, België, Finland en Hongarije. 
Door het acute tekort aan kleine bestelwagens in de DDR werd de V901/2 aan het einde van de jaren tachtig nog volop gebruikt in het dagelijks leven. Dankzij de chassisconstructie en de doorlopende productie van reserveonderdelen waren versleten exemplaren relatief eenvoudig opnieuw op te bouwen. Dit resulteerde vaak in de montage van vervangende chassis met ongewone of helemaal geen chassisnummers, wat tegenwoordig soms irritatie veroorzaakt.
De bestelwagens verdwenen na die Wende snel uit het Oost-Duitse straatbeeld en ondertussen heeft de V901/2 al lange tijd de oldtimerstatus.